# Tratado del Bogue
El Tratado de Bogue (chino simplificado: 虎门条约; chino tradicional: 虎門條約; pinyin: Hǔmén tiáoyuē) fue un tratado entre el Imperio de China y el Reino Unido de Gran Bretaña e Irlanda, concluido en octubre de 1843 para complementar el anterior Tratado de Nankín. Las disposiciones clave del tratado otorgan extraterritorialidad y el estado de nación más favorecida al Reino Unido.

## Antecedentes
Para concluir la primera guerra del Opio, el comisionado imperial Qiying y Henry Pottinger concluyeron el Tratado de Nankín a bordo del buque de guerra británico HMS Cornwallis en 1842 en Nankín en nombre del Imperio británico y la dinastía Qing china. El tratado se convirtió en el primero de una serie de tratados comerciales, a menudo denominados "tratados desiguales", que China concluyó en contra de sus deseos con las potencias occidentales.

## Términos
Durante las negociaciones en Nankín, China y Reino Unido acordaron que se concluyera un tratado complementario, y el 22 de julio de 1843 las dos partes promulgaron el "Reglamento General de Comercio con Reino Unido y China" en Cantón. Estas regulaciones fueron incluidas en el "Tratado del Bogue", que Qiying y Pottinger firmaron el 8 de octubre de 1843 en Bogue, en las afueras de Cantón.
El tratado establecía regulaciones detalladas para el comercio chino-británico y términos específicos bajo los cuales los británicos podían residir en los puertos recién abiertos de Shanghái, Ningbó, Xiamen, Fuzhou y Guangzhou. Si bien se permitió a los británicos comprar propiedades en los puertos del tratado y residir allí con sus familias, no se les permitió viajar al interior de China o comerciar allí.
El tratado también otorgó privilegios extraterritoriales a los súbditos británicos y el estado de nación más favorecido al Reino Unido, lo que significaba que este último disfrutaría de cualquier privilegio otorgado a otras potencias.

## Consecuencias
En China, el tratado, que requería tratar a un poder europeo como un igual, es ampliamente considerado como imperialista, lo que allanó el camino para la subyugación de China al imperialismo occidental. El tratado consolidó la "apertura" de China al comercio exterior a raíz de la primera guerra del Opio y permitió a los británicos residir en partes de China, que nunca antes se habían abierto a los extranjeros. En 1845, las autoridades locales de Qing y las autoridades británicas promulgaron las regulaciones del Territorio de Shanghái, que allanaron el camino para la fundación del Concesión Internacional de Shanghái. Se celebraron acuerdos similares en otros puertos del tratado, lo que creó una división social entre los ciudadanos europeos y chinos en las ciudades.